# Famous Food
Famous Food est une série télé-réalité de VH1 qui a débuté le 10 juillet 2011.

## Règle
Il comprend sept célébrités qui travaillent à ouvrir et à prendre en charge un restaurant à Hollywood détenue par Mike Malin (qui a participé à Big Brother (U.S.) saison 2 et 7, qu'il a gagné) et Lonnie Moore.
C'est DJ Paul qui remporte le jeu, et Danielle Staub est classée seconde.

## Candidats
| Candidat        | Âge       | Occupation                                                                                      |
| --------------- | --------- | ----------------------------------------------------------------------------------------------- |
| Ashley Dupre    | 25 ans    | Journaliste au New York Post, prostituée dans l'affaire Eliot Spitzer et chanteuse              |
| DJ Paul         | 34/35 ans | Membre du groupe Three 6 Mafia                                                                  |
| Juicy J         | 36        | Membre du groupe Three 6 Mafia                                                                  |
| Heidi Montag    | 24 ans    | Membre de l'émission The Hills (2006-2010), actrice et chanteuse. Femme de Spencer Pratt        |
| Jake Pavelka    | 33 ans    | Candidat dans The Bachelorette 5, The Bachelor 14, Dancing with the Stars 10 et Bachelor Pad 2  |
| Vincent Pastore | 64 ans    | Acteur (Les Soprano) et candidat à The Celebrity Apprentice                                     |
| Danielle Staub  | 48 ans    | Anciennement dans The Real Housewives of New Jersey, écrivaine et personnalité de la télévision |

## Épisodes
| Titre VO de l'épisode                             | Date de diffusion | Audience sur les 18-49 ans | Audience totale (En millions) |
| ------------------------------------------------- | ----------------- | -------------------------- | ----------------------------- |
| "Fame"                                            | 10 juillet 2011   | 0.2                        | 0.43                          |
| "Pressure Cooker"                                 | 17 juillet 2011   | 0.2                        | 0.43                          |
| "A Special Kind of Evil"                          | 20 juillet 2011   | 0.2                        | 0.33                          |
| "Spoonfuls of Crap"                               | 27 juillet 2011   | 0.2                        | 0.35                          |
| "Call Me the Problem Solver"                      | 3 août 2011       | 0.2                        | 0.40                          |
| "You Poke the Bear You're Going to Get the Claws" | 10 août 2011      | 0.2                        | 0.50                          |
| "In the Hot Seat"                                 | 17 août 2011      | 0.2                        | 0.36                          |
| "We're From the Street We Don't Play Like That"   | 24 août 2011      | 0.2                        | 0.36                          |
| "Putting Out Fires"                               | 31 août 2011      | 0.2                        | 0.37                          |
| "Then We'll See Who's the MVP"                    | 7 septembre 2011  | 0.3                        | 0.44                          |